# Licuala kingiana
Licuala kingiana är en enhjärtbladig växtart som beskrevs av Odoardo Beccari. Licuala kingiana ingår i släktet Licuala och familjen Arecaceae. Inga underarter finns listade i Catalogue of Life.